# Lanová dráha Podbaba – Bohnice
Kabinová visutá lanová dráha Podbaba – Bohnice byla navržena v roce 2016 jako dočasná alternativa k dosud zamýšlené tramvajové trati v obdobné relaci. Na záměr byla na základě zadání městské organizace ROPID zpracována studie proveditelnosti a kladné stanovisko vyjádřily dvě ze tří dotčených městských částí. Dokumentace z dubna 2020 počítala s výstavbou od března do září 2023. Při zadání zakázky Dopravnímu podniku hl. m. Prahy 2. července 2020 se psalo o zprovoznění v roce 2025. V září 2023 rada města záměr lanovky vyřadila z priorit pro nesoulad s dopravními cíli města. Odbor ochrany prostředí pražského magistrátu vydal 20. února 2024 k projektu v rámci procesu EIA nesouhlasné stanovisko, důvodem odmítnutí je narušení krajinného rázu Trojské kotliny.

## Historie záměru

### Dřívější záměry
Se spojením Holešovic a Bohnic lanovkou počítaly i nerealizované návrhy z let 2010 a 2013. V roce 2010 prosazoval starosta městské části Praha 7 Marek Ječmének (ODS) lanovku z nádraží Holešovice přes Výstaviště do zoologické a botanické zahrady, s možným vedením až do Bohnic. V roce 2013 pak předložil Marek Ječmének městu rozsáhlejší návrh lanovky Holešovice – Bohnice – Dejvice, s dvěma odbočnými větvemi,  Podobnou vizi zmínil v roce 2012 pro televizi Metropol Václav Kočka starší, který tehdy zpracoval materiál a poslal jej magistrátu i městské části Praha 7.

### Prosazení záměru a příprava
V červenci 2016 se objevila zpráva, že Praha 6 prosazuje postavení lanovky z Podbaby do Bohnic, s možnou mezistanicí u zoologické zahrady, z veřejných peněz města a zařazené do systému MHD. Médiím záměr prezentovala místostarostka Eva Smutná (TOP 09), podle níž je lanovka dopravní prostředek poměrně atraktivní a přitom docela levný. Uvedla, že městská část chce zadat studii, která by prověřila místa, kde by se mohlo stavět. Náměstek primátorky Petr Dolínek řekl, že projekt velmi podporuje a byl by svolný, aby se na financování podílelo město, a že město se pokusí najít soukromého investora.
Lanová dráha byla navržena jako levnější a ekologičtější alternativa k dříve zamýšlené tramvajové trati, která by do Bohnic musela vést tunelem ve složitých geologických podmínkách a jejíž součástí by v Troji musel být i složitý systém náspů a opěrných zdí. Jak však zdůraznil městský radní pro dopravu Petr Dolínek i někteří zástupci městských částí, vybudování lanovky do budoucna nevylučuje ani vybudování tramvajové tratě a lanovku pak bude případně možné přemístit nebo přesměrovat jinam. V komisích Prahy 6 dlouhodobě panuje shoda, že tramvaj představuje komplexnější řešení a lanovka představuje spíše náhradní řešení.
Organizace ROPID zadala v září 2017 na podnět radního Petra Dolínka studii proveditelnosti stavby. Studie zahrnovala čtyři různé varianty trasy. Všechny varianty měly výchozí bod u stanice v Podbabě. Modrá a zelená varianta byly přímé přes areál zoologické zahrady, z toho zelená s mezizastávkou v oblasti parkoviště u horního vstupu zoologické zahrady a modrá bez mezizastávky. Vítězná červená varianta areál zoologické zahrady obchází a mezizastávku má u Podhoří, žlutá obchází i Císařský ostrov, má navíc i mezizastávku u zastávky V Podbabě a nahrazovala by tak i podbabský přívoz. Krom toho náčrt z Ropidu obsahoval i nachovou variantu z bohnického sídliště do Holešovic do oblasti železniční zastávky Praha-Holešovice zast. Studii zpracovaly společnosti PRO CEDOP, kterou vlastní Petr Šlegr, ve spolupráci s francouzskou projekční kanceláří Egis. Podle zprávy ze září 2017 měla být hotová na přelomu let 2017 a 2018.
Studii představil CEDOP na konci ledna 2018 na společném jednání komise dopravy a komise strategického rozvoje rady městské části Praha 6.
Z navržených variant se již v březnu 2018 jednání přiklonila k červené variantě, kterou pak v září 2018 ROPID skutečně vybral. Nástupní zastávku má poblíž železniční zastávky Praha-Podbaba vedle autobusové zastávky Podbaba v Bubenči, u hranice Dejvic. Mezizastávka má být u západní části zoo v Troji u Podhoří, kde je od září 2022 nový vchod do zoo, a horní stanice před obchodním centrem Krakov v Troji na sídlišti Bohnice. Lanovka by měla zkrátit cestu mezi Prahou 6 a Bohnicemi až o půl hodiny. Uvažuje se o výstavbě parkoviště P+R u dopravního uzlu v Podbabě.
Do září 2018 získala tato varianta i podporu městských části Praha 6 a Praha 8, na jejichž území leží konečné stanice. Městská část Praha-Troja byla v minulosti proti lanovce, protože by mohla narušit krajinné prvky v trojské kotlině, tj. chráněné registrované významné krajinné prvky Sklenářka a Paliárka a přírodní park Drahaň–Troja. Ředitel zoologické zahrady Miroslav Bobek byl proti vedení lanovky přes areál zahrady, protože by ohrožovala bezpečnost zvířat a narušovala klidové území. Proti vedení kolem západní části zahrady není, ale preferoval by místo lanovky tramvaj. Ústřední čistírna odpadních vod, nad jejímž areálem na Císařském ostrově tři z variant vedou, zplatnila požadavek, aby nebylo možné otevírat okna kabin, aby z nich cestující nemohli nic vyhazovat.
Dopravní podnik hl. m. Prahy a. s. dopravnímu magazínu MHD86.cz sdělil, že dosud nebyl s projektem lanovky oficiálně seznámen a má informace pouze z médií, a proto i nadále připravuje severní tramvajovou tangentu Kobylisy – Bohnice – ZOO – Podbaba v souladu se schválenou koncepcí rozvoje tramvajových tratí, tramvajová trať je zanesena jako územní rezerva v Zásadách územního rozvoje hl. m. Prahy a jako záměr k územní stabilizaci do roku 2030 byla schválena RHMP dne 5. 9. 2017 v rámci Strategie rozvoje tramvajových tratí. Ve studii zadané Institutem plánování a rozvoje hl. m. Prahy v roce 2016 bylo toto řešení shledáno jako funkční. Dopravnímu podniku nebyl v březnu 2018 znám relevantní dokument obsahující podrobnosti technického řešení, dopravní funkce a kapacity systému lanové dráhy, a proto nebylo možné lanovou dráhu s tramvajovou tratí z hlediska technického porovnat.
Po schválení studie radou i zastupitelstvem města bude možné začít pracovat na zanesení lanové dráhy do územního plánu, současně projektovat pro územní rozhodnutí a následně připravit dokumentaci pro stavební povolení. Podle odhadů ze září 2018 by lanovka mohla být uvedena do provozu mezi lety 2023 a 2024. Samotná výstavba by trvala rok. Pokud by záměru město vyslovilo podporu, bylo by možné (dle informace z ledna 2019) do čtyř let stavbu zahájit a další rok až rok a půl by stavba trvala. Proti tomu stavba tramvajové trati není obsažena v plánech do roku 2030.
V lednu 2019 prezentoval Martin Fafejta z organizace ROPID studii dopravnímu výboru pražského zastupitelstva. Podle této prezentace by lanová dráha byla čtyřikrát levnější než vybudování tramvajové trati. Člen dopravního výboru zastupitelstva Prahy a radní Prahy 7 pro dopravu Ondřej Mirovský uvedl, že je to první projekt lanovky, který má smysl, a současně je od počátku deklarováno, že bude součástí pražské integrované dopravy. Členové dopravního výboru zastupitelstva v půlhodinové diskusi neměli k záměru vážnější výhrady, ale projednávání záležitosti přerušili. Podle Martina Fafejty z ROPIDu by v případě realizace bylo nejprve vypsáno výběrové řízení na provozovatele lanové dráhy, který může dodávat technologie s full servisem a údržbou toho systému na deset až dvacet let, přičemž se zatím nepředpokládá, že by oním provozovatelem byl dopravní podnik.
Autor studie ze společnosti Cedop uvedl, že se inspirovali například lanovkou v Koblenzi na soutoku Rýna s Moselou či lanovkou v Brestu.
V dubnu 2020 byl projekt postoupen ke zjišťovacímu řízení v rámci procesu posouzení vlivu stavby na životní prostředí (EIA). Podle této dokumentace by se lanovka měla stavět od března do září 2023.
2. července 2020 zastupitelstvo hl. m. Prahy podle webu iDnes.cz zadalo Dopravnímu podniku hl. m. Prahy a.s. zakázku na stavbu lanové dráhy, čímž byla příprava předána z magistrátního investičního odboru přímo DPP, který má zahájit přípravu realizace stavby. K záměru má DPP zajistit technickou studii, ve které budou zohledněny i další související záměry, jako je plánovaná tramvajová trať z Podbaby do Suchdola nebo parkovací domy v Bohnicích a v Podbabě. Na stavbu lanovky má poté DPP vypsat veřejnou zakázku. Přitom se psalo o zprovoznění v roce 2025.
Smlouvu na projekční práce v ceně 38,25 milionu Kč uzavřel Dopravní podnik hl. m. Prahy se sdružením firem Metroprojekt, Sagasta a SIAL architekti a inženýři.
V květnu 2022 vyhlásil Dopravní podnik hl. m. Prahy mezinárodní otevřenou architektonickou soutěž na podobu lanovky. Přihlásilo se 23 zájemců z 9 evropských zemí, porota následně vybrala pět finalistů. Soutěž v srpnu 2022 vyhrálo londýnské studio William Matthews Associates, na jehož návrhu se podíleli ještě Boele Architects a Expedition Engineering za podpory konzultantů DCSA a Agile CE. Vítězi soutěže náleží odměna 1,8 milionu korun. Porota na vítězném návrhu ocenila jeho celistvost, kontextuální přístup a zohlednění okolních podmínek, a to jak přírodních, tak městských. Na druhém místě skončilo české seskupení ov architekti a studio Olgoj Chorchoj, na třetí pozici rakouská kancelář ZT GmbH – Studio Innsbruck, která je pobočkou norského studia Snøhetta.
Ještě 10. listopadu 2022 Dopravní podnik hl. m. Prahy spolu s náměstkem primátora Adamem Scheinherrem prezentovali v pražském CAMPu přípravu této lanovky při zahájení výstavy návrhů petřínské a podbabsko-bohnické lanovky. Bylo zde zmíněno, že tato nová lanovka může stát přes dvě miliardy korun.

### Ústup od záměru
Po volbách v září 2022 vznikla po zdlouhavých jednáních nová rada města pod vedením Bohuslava Svobody dne 16. února 2023. 
V polovině září 2023 rada města předložila zastupitelstvu zprávu o plnění harmonogramů nejdůležitějších staveb, kterou si zastupitelstvo objednalo na jaře. Podle tohoto materiálu Praha nebude schopna ani v následujících 20 letech zrealizovat většinu plánovaných klíčových dopravních staveb, proto bude v seznamu prioritních projektů škrtat a znovu se zváží, nakolik jsou pro dopravu v metropoli důležité. Primátor Hřib uvedl, že materiál sumarizuje dlouhodobě známé věci, a s nadsázkou řekl, že zastupitelstvo si sepsalo ‚dopis Ježíškovi‘ a ten zkrátka převyšuje možnosti rodinného rozpočtu. Město podle odboru dopravy není schopno ani udržovat stávající silniční infrastrukturu tak, aby se zpomalila její degradace. Mezi stavby, které byly z priorit vyřazeny pro nesoulad s dopravními cíli, byly podbabsko-bohnická lanovka, Hloubětínský tunel,  zastřešení Spořilovské a Hostivařská spojka. Některé další stavby, včetně dostavby městského okruhu a tramvajových tangent, byly z finančních důvodů odloženy za rok 2030. Městský radní pro finance Zdeněk Kovařík (ODS) v září 2023 na zasedání zastupitelstva ohledně lanovky řekl, že na takovou kravinu peníze z městského rozpočtu rozhodně nedá.
V říjnu 2023 městská část Praha 6 dala k záměru lanovky v rámci posuzování EIA negativní stanovisko kvůli nevyřešené otázce parkování na podbabské straně a nevyřešeným pěším přestupním vazbám s ohledem na bezpečnost. Zároveň však Praha 6 uvedla, že je k myšlence lanové dráhy dlouhodobě vstřícná.
Městská část Praha-Troja ve svém stanovisku chtěla revidovat velikost mezistanice, pro kterou mělo být vykáceno příliš mnoho stromů, a za nepřijatelné označila také vedení lanovky v přírodním parku Drahaň-Troja.
20. února 2024 se objevila v médiích zpráva, že podle dokumentu zveřejněného v systému EIA odbor ochrany prostředí pražského magistrátu v řízení EIA zamítl záměr výstavby lanovky, resp. vydal nesouhlasné stanovisko. Důvodem je, že z hlediska vlivů na životní prostředí a veřejné zdraví představuje významný zásah do znaků a hodnot krajinného rázu Trojské kotliny a nezanedbatelnou změnu a snížení krajinného rázu Trojské kotliny, vyvolává nepřijatelný vliv na krajinu a její ekologické funkce a kulturní dědictví. Naopak z hlediska ochrany životního prostředí je projekt podle dokumentu přijatelný, lanovka by totiž jen minimálně ovlivnila ovzduší, klima, půdu, vodu, přírodní zdroje či hmotný majetek a přijatelně by ovlivnila i život obyvatel.
Někteří komunální politici už týdny předem informovali, že znají výsledek stanoviska úřadu. Například to zmiňoval  předseda výboru pro dopravu Martin Sedeke na zasedání v lednu 2024, a také v té době zmiňoval na Facebooku, že ten projekt je již mrtvý. Bývalý radní pro dopravu Adam Scheinherr se podivoval nad tím, že takovou informaci měli k dispozici, když toto rozhodnutí státní správy by mělo být nezávislé od samosprávy a od politiků. Projekt evidentně neměl podporu aktuální městské koalice, ze zamítnutí se radovala například náměstkyně Jana Komrsková (Pirátská strana).
Bývalý pražský radní pro dopravu Adam Scheinherr prohlásil, že se chystá podat ministerstvu podnět k přezkumu rozhodnutí. Rozhodnutí je podle něj obrovsky nebezpečný precedens vůči všem ostatním stavbám, třeba vůči zamýšlené tramvajové trati, která se svým mostem bude mnohem větším zásahem do krajinného rázu, a pro most Pražského okruhu u Suchdola, kde zásah do krajinného rázu bude enormní. Vydanému stanovisku nerozumí a považuje jej za iracionální, protože podle něj je právě lanovka subtilní a neinvazivní stavba, kterou v celkovém pohledu na údolí ani neuvidíte, navíc z hlediska emisí, hluku a spotřeby energie je lanovka nejekologičtějším způsobem dopravy.

## Technické a provozní parametry
Lanovka má mít šest pilířů, z toho dva pilíře na úseku mezi Podbabou a zoologickou zahradou. Trasa nevede nad žádnými obytnými budovami.
Kabina má být nesena dvěma nosnými lany a tažena třetím, tažným lanem, tento systém by měl být odolný i proti silnému větru. Podle prezentace vydrží i rychlost větru 140 km/h. Pro případ nouze je možno použít evakuační kabinu, která se k uvízlé kabině dostane po tažném laně.
Cena výstavby byla odhadována na 1 až 1,5 miliardy korun, provozní náklady 44,8 milionu korun ročně. Vypracování studie proveditelnosti stálo 1,5 milionu Kč. Podle prezentace DPP v listopadu 2022 může stát lanovka přes dvě miliardy korun.
Podle organizace ROPID by kapacita lanovky měla být dva až čtyři tisíce osob za hodinu, přičemž 2000 os/h je základní hodinová kapacita, do 4000 os/h je rezerva pro sezonní výkyvy poptávky a budoucí nárůst počtu cestujících. Kapacita kabiny má být 35 osob. Doba jízdy má být 7 minut a interval 60 sekund. Ve stanicích se kabina od lan odpojí, do kabin se má nastupovat při rychlosti 0,54 kilometru za hodinu. Nástup do kabin má být bezbariérový. Na letní sezónu mají být zařazeny i speciální kabiny pro cyklisty.
Měly by na ní platit jízdenky na MHD. Oproti předchozím návrhům by nemělo jít pouze o turistický projekt, ale o běžnou součást MHD. V provozu by měla být od 5 do 24 hodin, podobně jako metro.
Podle dokumentace pro posouzení EIA z dubna 2020 má mít lanovka 3 stanice, celková délka má být 2,24 km a lanovka má mít 17 klimatizovaných kabin pro 35 osob, s neotevíratelnými okny. Přepravní kapacita má být dle intervalu kabin 2000 až 4500 osob za hodinu v jednom směru, na letní sezonu se počítá se zapojením kabin pro cyklisty. Jízdní doba z konečné na konečnou má být 7 minut. Provozní doba má být od 6 do 22 hodin. Mezi stanicemi má být pět podpěr, z toho dvě na Císařském ostrově v blízkosti Ústřední čistírny odpadních vod, zbývající tři v Troji. Náklady se odhadují na 1,5 miliardy. Životnost lanovky je odhadována na 30 let.
Podle prezentace DPP z listopadu 2022 mají být nástupiště otevřená i kvůli jednodušší údržbě. Lanovka má být odolná i středně silnému větru, od svislé osy se mohou kabiny odklonit o 17 stupňů. Pylony měly dosahovat výšky 34,5–46,7 metru, nejvyšší měl být na Císařském ostrově. Depo všech 17 gondol mělo být v prostřední stanici Troja. Gondoly měly být standardní od výrobce, ale pro tuto lanovku požadoval DPP jako speciální úpravu zesílené dno kabinek z důvodu zvýšené odolnosti vůči výbuchům kvůli možnosti uvolňování metanu s čističky odpadních vod. Na této prezentaci náměstek primátora Adam Scheinherr uvedl, že první cestující by lanovka mohla svézt v roce 2026 nebo 2027.